# Черн, Шиинг-Шен
Шиинг-Шен Черн (в русской библиографии также Чжень Шэньшэ́нь, англ. Shiing-Shen Chern, кит. трад. 陳省身, упр. 陈省身, пиньинь Chén Xǐngshēn, палл. Чэнь Синшэнь; 26 октября 1911 — 3 декабря 2004) — китайско-американский математик, один из крупнейших в XX веке специалистов по дифференциальной геометрии и топологии. Доктор, член Национальной академии наук США (1961) и Американского философского общества (1989); иностранный член Лондонского королевского общества (1985), Французской академии наук (1989), Китайской академии наук (1994), Российской академии наук (1999). Отмечен Национальной медалью науки США.

## Биография
Родился в уезде Сюшуй Цзясинской управы, который после тут же последовавшей Синьхайской революции был объединён с соседним уездом Цзясин в уезд Цзяхэ. В 1926—1930 годах учился в Нанькайском университете (Тяньцзинь). В 1931—1934 годах работал над диссертацией в университете Цинхуа (Пекин). В 1932 году по приглашению Вильгельма Бляшке переехал в Гамбург, где в 1936 году защитил докторскую диссертацию. В 1936—37 годах стажировался у Эли Жозефа Картана в Париже.
До 1943 года жил и работал в Китае, затем — в Принстонском и Калифорнийском университетах. При содействии Соломона Лефшеца стал редактором журнала Annals of Mathematics. В 1984 году по приглашению Дэн Сяопина вернулся в Тяньцзинь.
Среди математических объектов и теорий, названных его именем — класс Чженя, форма Черна — Саймонса и теория Черна — Саймонса, гомоморфизм Черна — Вейля и теория Черна — Вейля.
Среди учеников — Яу Шинтун и Джером Спеньер.
Подписал «Предупреждение человечеству» (1992). Помимо научных трудов писал стихи.
Лауреат многочисленных отличий, среди которых:
- Стипендия Гуггенхайма (1954, 1966)[13]
- Национальная научная медаль США (1975)
- Мемориальная лекция Соломона Лефшеца (1978)
- Премия Вольфа (1983)
- Премия Стила (1983)
- Медаль Лобачевского (2002)
- Премия Шао (2004).

В честь учёного назван астероид (29552) Чэнь. В Калифорнийском университете в Беркли учреждена должность Чернского приглашённого профессора (англ. The Shiing-Shen Chern Visiting Professor), на которую каждый год приглашают ведущих математиков мира. Приглашённый профессор ведёт исследования и читает курс лекций; среди чернских профессоров — Майкл Атья (1996), Фридрих Хирцебрух (1998), Майкл Артин и Юрий Манин (1999), Теренс Тао (2005), Владимир Арнольд (2005), Андрей Окуньков (2011).

## Русская библиография
- Чжень Шэн-шэнь. Комплексные многообразия = Complex manifolds/S. S. Chern / пер. с англ. А. Л. Онищика ; под ред. И. И. Пятецкого-Шапиро. — М.: Издательство иностранной литературы, 1961. — 239 с.